# Easter Walters
Fern Easter Walters Kinch (25 de marzo de 1894 – 25 de septiembre de 1987) fue una actriz y doble de cine estadounidense, acreditada en al menos cinco películas mudas.

## Primeros años
Walters nació en Chariton, Iowa, hija de A. C. Walters y Cora O. Boyd Walters. En 1910 se trasladó a Los Ángeles con su madre viuda y su hermano mayor, y en la publicidad se la describía como "una chica californiana".

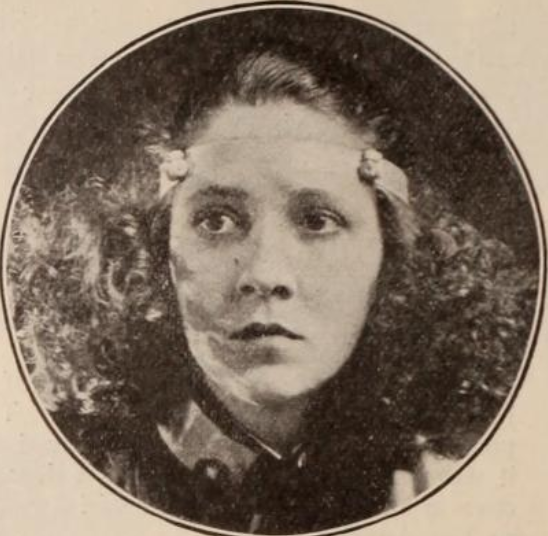
Easter Walters, en una publicación de 1919

## Carrera
Walters era conocida por su habilidad para conducir y hacer acrobacias en motocicleta, una novedad para el cine mudo. También condujo una motocicleta fuera de la pantalla. Hizo películas para la compañía Pathé en Astra, incluidas dos protagonizadas por Ruth Roland: Hands Up (1918), The Narrow Path (1918), Common Clay (1919), The Tiger's Trail (1919),  y The Devil's Riddle (1920).
En 1921, Walters fue acusada de alteración del orden público, pero declarada inocente, en relación con una serie más amplia de escándalos en los que estaban implicados el conde Armand D'Aleria, su madre y su esposa, Kate Nixon D'Aleria. Es posible que el conde y Walters mantuvieran una relación amorosa, o simplemente una amistad;  sus posibles cartas de amor a ella fueron consideradas como prueba en su examen por una comisión de lunáticos ese mismo año.

## Vida personal
Walters se casó con el funcionario ferroviario Harry Galivan Churchill Kinch en 1911. Su esposo murió en 1978, y ella en 1987, a los 93 años, en San Diego, California.